# Hermiasz
Hermiasz – piszący po grecku filozof i apologeta. Żył w okresie między II a VI wiekiem n.e. Autor dzieła "Satyra na pogańskich filozofów".